# ربيعة بن أمية بن خلف
ربيعة بن أمية بن خلف بن وَهْب بن حُذَافة بن جُمح القرشيّ الجمحيّ أسلم يوم فتح مكة، ثم شرب الخمر في خلافة عمر، فهرب خوفًا من إقامة الحد إلى الشام، ثم لحق بالروم فتنصر ومات نصرانيًا. أبوه أمية بن خلف وأخوه صفوان بن أمية بن خلف.

## إسلامه
أسلم ربيعة يوم الفتح، وشهد حجة الوداع. حدث يحيى بن عباد بن عبد الله بن الزبير عن أبيه قال: «كان ربيعة بن أمية بن خلف الجمحي هو الذي يصرخ يوم عرفة تحت لبة ناقة رسول الله صلى الله عليه وسلم، وقال له رسول الله صلى الله عليه وسلم: اصرخ، وكان صيتا، أيها الناس، أتدرون أي شهر هذا، فصرخ فقالوا: نعم، الشهر الحرام، قال: فإن الله قد حرم عليكم دماءكم وأموالكم إلى أن تلقوا ربكم كحرمة شهركم هذا، ثم قال: اصرخ هل تدرون أي بلد هذا، فصرخ، قالوا: نعم، البلد الحرام قال: فإن دماءكم وأموالكم عليكم حرام إلى يوم تلقونه كحرمة بلدكم هذا، ثم قال: اصرخ أي يوم هذا، فصرخ قالوا: نعم، هذا يوم حرام وهذا يوم الحج الأكبر قال: فإن الله عز وجل قد حرم عليكم دماءكم وأموالكم إلى يوم تلقونه كحرمة يومكم هذا».

## سيرته
حدث عروة بن الزبير أن خولة بنت حكيم دخلت على عمر بن الخطاب فقالت: إن ربيعة بن أمية استمتع بامرأة مولدة، فحملت منه، فخرج عمر بن الخطاب يجر رداءه فزعًا، فقال: «هذه المتعة، ولو كنت تقدمت فيها لرجمته». وعن عروة أن ربيعة بن أمية بن خلف تزوج مولدةً من مولدات المدينة، بشهادة امرأتين إحداهما خولة بنت حكيم وكانت خولة امرأةً صالحة فلم يفجأهم إلا والمولدة قد حملت؛ فذكرت ذلك خولة لعمر بن الخطاب، فقام عمر يجر صنفة ردائه من الغضب، حتى صعد المنبر فقال: «إنه بلغني أن ربيعة بن أمية بن خلف، تزوج مولدةً من مولدات المدينة بشهادة امرأتين، وإني لو كنت قدمت في مثل هذا لرجمته».
وعن عبد الرحمن بن عوف أنه حرس ليلةً مع عمر بن الخطاب بالمدينة، فبينما هم يمشون، شب لهم سراج في بيت، فانطلقوا يؤمونه، حتى إذا دنوا منه إذا باب مجاف على قوم، لهم فيه أصوات مرتفعة ولغط، فقال عمر وأخذ بيد عبد الرحمن: أتدري بيت من هذا، قال: لا، قال: هذا بيت ربيعة بن أمية بن خلف، وهم الآن شرب، فما ترى، فقال عبد الرحمن: أرى أن قد أتينا ما نهانا الله عنه، نهانا الله فقال: (ولا تجسسوا) فقد تجسسنا. فانصرف عنهم عمر وتركهم.

## ارتداده
وعن يحيى بن عبد الرحمن بن حاطب أن أبو بكر الصديق كان من أعبر الناس للرؤيا، فأتاه ربيعة بن أمية بن خلف فقال: إني رأيت في المنام كأني في أرض معشبة مخصبة إذ خرجت منها إلى أرض مجدبة كالحة، ورأيتك في جامعة من حديد عند سرير ابن أبي الحشر، فقال أبو بكر: أما ما رأيت لنفسك، فإن صدقت رؤياك فستخرج من الإيمان إلى الكفر، وأما ما رأيت لي فإن ذلك دينه جمعه الله لي في أشد الأشياء، السرير، وذلك إلى يوم الحشر. قال: فشرب ربيعة الخمر في زمان عمر بن الخطاب، فهرب منها إلى الشام، وهرب منها إلى قيصر، فتنصر ومات عنده نصرانياً. وعن ابن المسيب أن عمر غرب ربيعة بن أمية بن خلف في الخمر إلى خيبر، فلحق بهرقل فتنصر، فقال عمر: لا أغرب بعده أحداً أبداً.